# Stelis alba
Stelis alba är en orkidéart som beskrevs av Carl Sigismund Kunth. Stelis alba ingår i släktet Stelis och familjen orkidéer. Inga underarter finns listade i Catalogue of Life.